# Mula Sa Puso
Mula Sa Puso é uma telenovela filipina produzida e exibida pela ABS-CBN, cuja transmissão ocorreu em 1997.

## Elenco
- Claudine Barretto - Olivia "Via" Pereira
- Rico Yan - Gabriel Maglayon
- Rica Peralejo - Trina
- Diether Ocampo - Michael Miranda